# Teucre (artista)
|  | Per a altres significats, vegeu «Teucre (desambiguació)». |

Teucre (en llatí Teucer) va ser un gravador de joies del qual es conserven alguns treballs que per la seva bella execució i per la manera de treballar situen la seva obra probablement en temps d'August al final del segle i.
Un caelator (cisellador) del mateix nom, que treballava la plata, mencionat per Plini el Vell, era probablement aquest mateix personatge.